# Bob James
Robert McElhiney "Bob" James (født 25. december 1939 i Marshall, Missouri, USA) er en amerikansk pianist, komponist, arrangør og producer.
James er nok mest kendt fra fusionsgruppen Fourplay, som også tæller Harvey Mason, Lee Ritenour (senere Larry Carlton og Chuck Loeb) og Nathan East. Han er primært leder af egne grupper, men har også spillet med f.eks. David Sanborn, Hubert Laws, George Benson, Ron Carter, Patti Austin, Karen Carpenter, Steve Khan, Paul Simon, Tom Scott, Steve Gadd, Natalie Cole, Neil Diamond, Eric Dolphy, Maynard Ferguson, Quincy Jones etc. Han er en fremragende arrangør og komponist indenfor alle genre, men hælder mest mod fusions pop og jazz med inspiration fra klassisk musik. James har yndet at lave jazzfunk-arrangementer af f.eks. scheherazade af Nikolaj Rimskij-Korsakov og En nat på Bloksberg af Modest Musorgskij.

## Udvalgt diskografi
- Bold Conceptions (1963)
- Explosions (1965)
- One (1974)
- Two (1975)
- Three (1976)
- BJ4 (1977)
- Heads (1977)
- Touchdown (1978)
- Lucky Seven (1979)

## Fourplay
- Fourplay (1991)
- Between the Sheets (1993)
- Elixir (1995)
- 4 (1998)
- Snowbound (1999)
- Yes, Please! (2000)
- Heartfelt (2002)
- Journey (2004)
- X (2006)
- Energy (2008)
- Let's Touch the Sky (2010)
- Esprit De Four(2012)
- Silver (2015)

## Som Sideman
- Morning Star (1972) - med Hubert Laws
- In the Beginning (1974) - med Hubert Laws
- Afro-Classics (1970) - med Hubert Laws
- The San Francisco Concert (1977) - med Hubert Laws
- Funk in a Mason Jar (1977) - med Harvey Mason
- Ratamacue (1996) - med Harvey Mason
- Festival (1988) - ,ed Lee Ritenour
- Still Crazy After All These Years (1975) - med Paul Simon